# Diblemma donisthorpei
Genre
Espèce
Diblemma donisthorpei, unique représentant du genre Diblemma, est une espèce d'araignées aranéomorphes de la famille des Oonopidae.

## Distribution
Cette espèce est endémique des Seychelles. Elle se rencontre sur Silhouette.
Elle a été observée en premier dans une serre chaude aux jardins botaniques royaux de Kew en Grande-Bretagne puis à Papiliorama en Suisse,,.

## Description
Le mâle holotype mesure un pouce. Cette espèce possède deux yeux
Diblemma donisthorpei mesure de 1,37 à 1,44 mm. Le corps est brun orangé et les pattes jaunes.

## Systématique et taxinomie
Cette espèce a été décrite par O. Pickard-Cambridge en 1909.
Ce genre a été décrit par O. Pickard-Cambridge en 1909 dans les Dysderidae. Il est placé en synonymie avec Opopaea par Shear en 1978.
Il est relevé de synonymie par Saaristo en 2001.

## Étymologie
Cette espèce est nommée en l'honneur de Horace Donisthorpe.

## Publication originale
- O. Pickard-Cambridge, 1909 : « On new and rare British Arachnida, noted and observed in 1907. » Proceedings of the Dorset Natural History Field Club, vol. 29, p. 161-194 (texte intégral).